# Chyler Leigh
Chyler Leigh West (rozená Potts) (* 10. dubna 1982, Charlotte, Severní Karolína) je americká herečka, zpěvačka a modelka. Nejvíce se proslavila rolí Janey Briggs ve filmu Bulšit, rolí Doktorky Lexie Grey v dramatickém seriálu Chirurgové a rolí Alexandra „Alex“ Danvers v seriál Supergirl.

## Životopis
Narodila se jako Chyler Leigh Potts ve městě Charlotte v Severní Karolíně Yvonne a Robertu Pottsovým. Vyrůstala ve městě Virginia Beach ve Virginii, kde žila až do svých dvanácti let, kdy se spolu s matkou a bratrem (Christopher Khayman Lee) přestěhovala do Miami na Floridě. V osmé třídě začala s modelingem. Brzy na to začala hrát v místních televizních reklamách a teenagerské show zvané Hall Pass. V roce 1999 se s matkou přestěhovala znovu, tentokrát do Los Angeles v Kalifornii.

### Drogová závislost
V 16 letech poznala svého budoucího manžela, dvacetiletého Nathana Westa, s nímž se pokoušela získat roli v pilotní epizodě stanice WB Saving Graces. Chyler se odstěhovala k Nathanovi a začali mít finanční problémy. To vedlo k její závislosti na drogách jako marihuana a kokain. Okolo roku 2001 začali navštěvovat křesťanské kostelní servisy, což jim od závislosti pomohlo. V roce 2002 se pár, již bez závislostí, vzal na Aljašce.

## Kariéra
První filmová role přišla v jejích 15 letech ve filmu Kickboxing Academy, kde si zahrála po boku svého bratra. V roce 2001 se objevila v úspěšném filmu Bulšit jako Janey Briggs. Také se objevila ve videoklipu Marilyn Mansona k písničce "Tainted Love". V roce 2002 se umístila v žebříčku Nejvíce sexy žen roku 2002 podle magazínu Maxim. Ve stejném roce byla obsazena do seriálu Girils Club a That '80s Show. Vedlejší roli získala v právnickém seriálu stanice ABC The Practice. V září 2005 se připojila k obsazení seriálu Reunion.
V seriálu stanice ABC Chirurgové si zahrála roli doktorky Lexie Grey. Ve čtvrté sérii byla její role povýšena na hlavní. V seriálu zůstala až do finálové epizody osmé série. Zahrála si v televizním filmu Window Wonderland.
Od roku 2015 získala jednu z hlavních rolí Alexandru Danvers v seriálu stanice The CW Supergirl.

## Osobní život
20. července 2002 se provdala za herce Nathana Westa. Pár spolu pracoval v televizním seriálu Sedmé nebe. Mají tři děti - syna a dvě dcery: Noah Wilde (prosinec 2003), Taelyn Legh (září 2006), Anniston Kae (květen 2009).
Její bratr je bývalý herec a designér Christopher Khayman Lee.
Leigh prozradila, že má s manželem úmluvu, ve které jde o to, že ten z rodičů, který správně uhodne pohlaví dítěte, má právo ho pojmenovat. Když Chyler Leigh očekávala narození syna Noaha, správně uhodla jeho pohlaví, takže ho mohla pojmenovat, její manžel mu pak dal prostřední jméno. Jméno Taelyn vybíral její manžel Nathan. Jejich třetí dítě, dceru Anniston Kae, taktéž pojmenoval Nathan West. 

## Filmografie

### Film a televize
| Rok       | Název                   | Role                            | Poznámky                                           |
| --------- | ----------------------- | ------------------------------- | -------------------------------------------------- |
| 1996      | Hall Pass               | spolu-moderátorka               |                                                    |
| 1997      | Kinetic City Super Crew | neznámá                         |                                                    |
| 1997      | Kickboxing Academy      | Cindy                           |                                                    |
| 1999      | Saving Grace            | Grace Smith                     |                                                    |
| 1999      | Safe Harbor             | Jamie Martin                    | hlavní role, 10 dílů                               |
| 2000      | M.Y.O.B.                | neznámá                         | díl: „Bad Seed“                                    |
| 2000      | Sedmé nebe              | Frankie                         | 3 díly                                             |
| 2000      | Wilder Days             | Rip                             |                                                    |
| 2001      | Bulšit                  | Janey Briggs                    |                                                    |
| 2002      | That '80s Show          | June Tuesday                    | 13 dílů                                            |
| 2002      | Girls Club              | Sarah Mickle                    | 9 dílů                                             |
| 2003      | Advokáti                | Claire Wyatt                    | 10 dílů                                            |
| 2004      | North Shore             | Kate Spangler                   | díl: „My Boyfriend's Back“                         |
| 2005      | Rocky Point             | Cassie                          |                                                    |
| 2005      | Reunion                 | Carla                           | hlavní role, 13 dílů                               |
| 2007–2012 | Chirurgové              | Dr. Lexie Grey                  | host (3. řada), hlavní role (4.–8. řada), 112 dílů |
| 2010      | The 19th Wife           | Queenie Alton                   | TV film                                            |
| 2012      | Private Practice        | Dr. Lexie Grey                  | díl: „You Break My Heart“                          |
| 2012      | Prozrazení              | Molly Reins                     |                                                    |
| 2013      | Window Wonderland       | Sloan Van Doren                 | TV film                                            |
| 2014      | Taxi Brooklyn           | Detektiv Caitlyn 'Cat' Sullivan | hlavní role, 12 dílů                               |
| 2015–2021 | Supergirl               | Alexandra "Alex" Danvers        | hlavní role                                        |
| 2017      | Arrow                   | Alexandra "Alex" Danvers        | díl: „Crisis on Earth-X“                           |
| 2017      | The Flash               | Alexandra "Alex" Danvers        | díl: „Crisis on Earth-X“                           |
| 2017      | Legends of Tomorrow     | Alexandra "Alex" Danvers        | díl: „Crisis on Earth-X“                           |

### Hudební video
| Rok  | Název          | Umělec         | Poznámky |
| ---- | -------------- | -------------- | -------- |
| 2001 | „Tainted Love“ | Marilyn Manson |          |